# Craniotabes
Craniotabes é o termo designado para o amolecimento e a diminuição da espessura dos ossos do crânio. Pode ser encontrado em casos de raquitismo, hiperparatireoidismo e sífilis. Contudo, pode ser considerado não-patológico em prematuros. No exame físico, o crânio apresenta consistência de bolinha de ping-pong quando palpado.